# (12320) Loschmidt
(12320) Loschmidt (1992 PH1) – planetoida z pasa głównego asteroid okrążająca Słońce w ciągu 3,2 lat w średniej odległości 2,17 j.a. Odkryta 8 sierpnia 1992 roku.